# وادي السياح

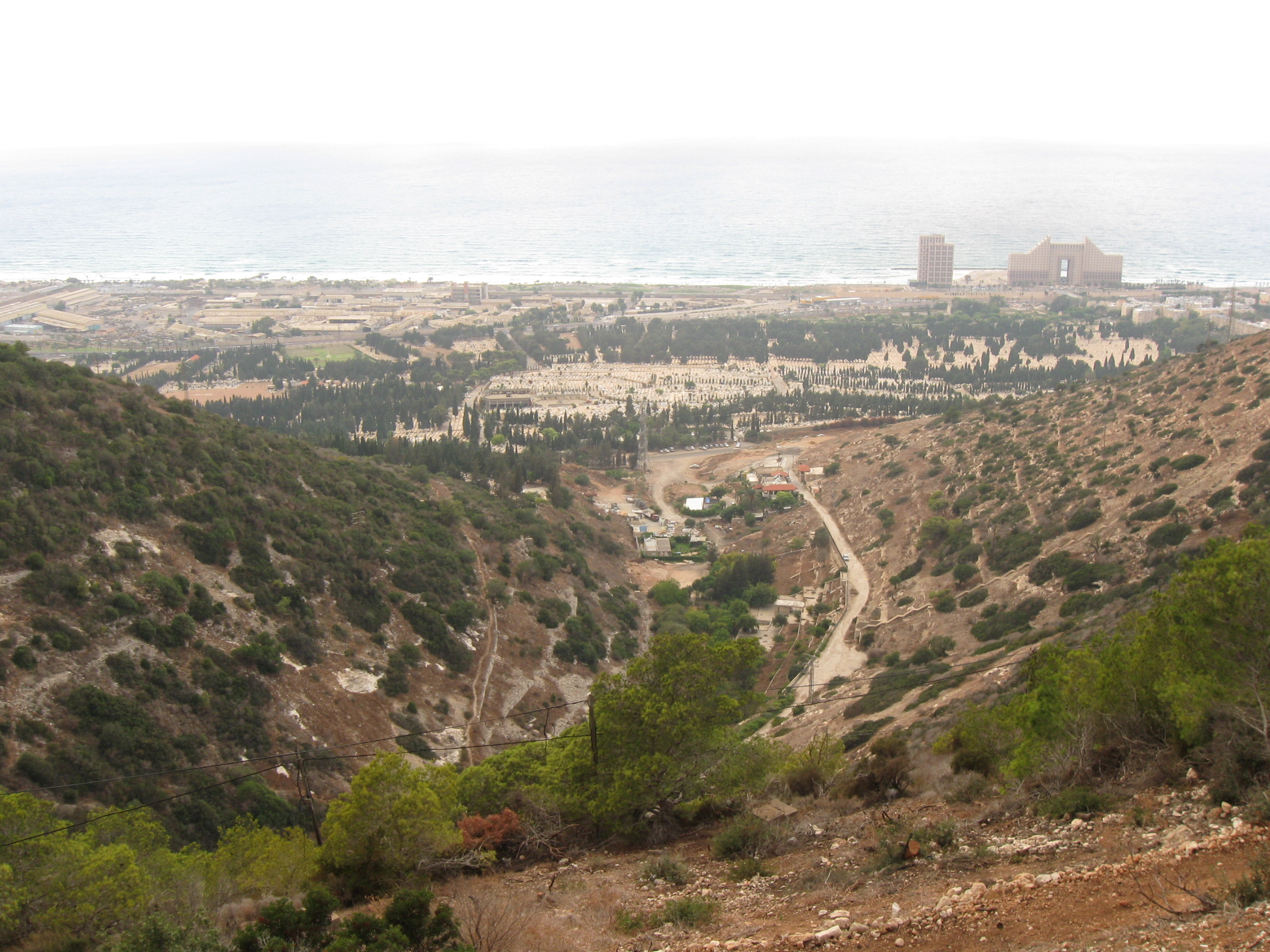
وادي السياح في حيفا.

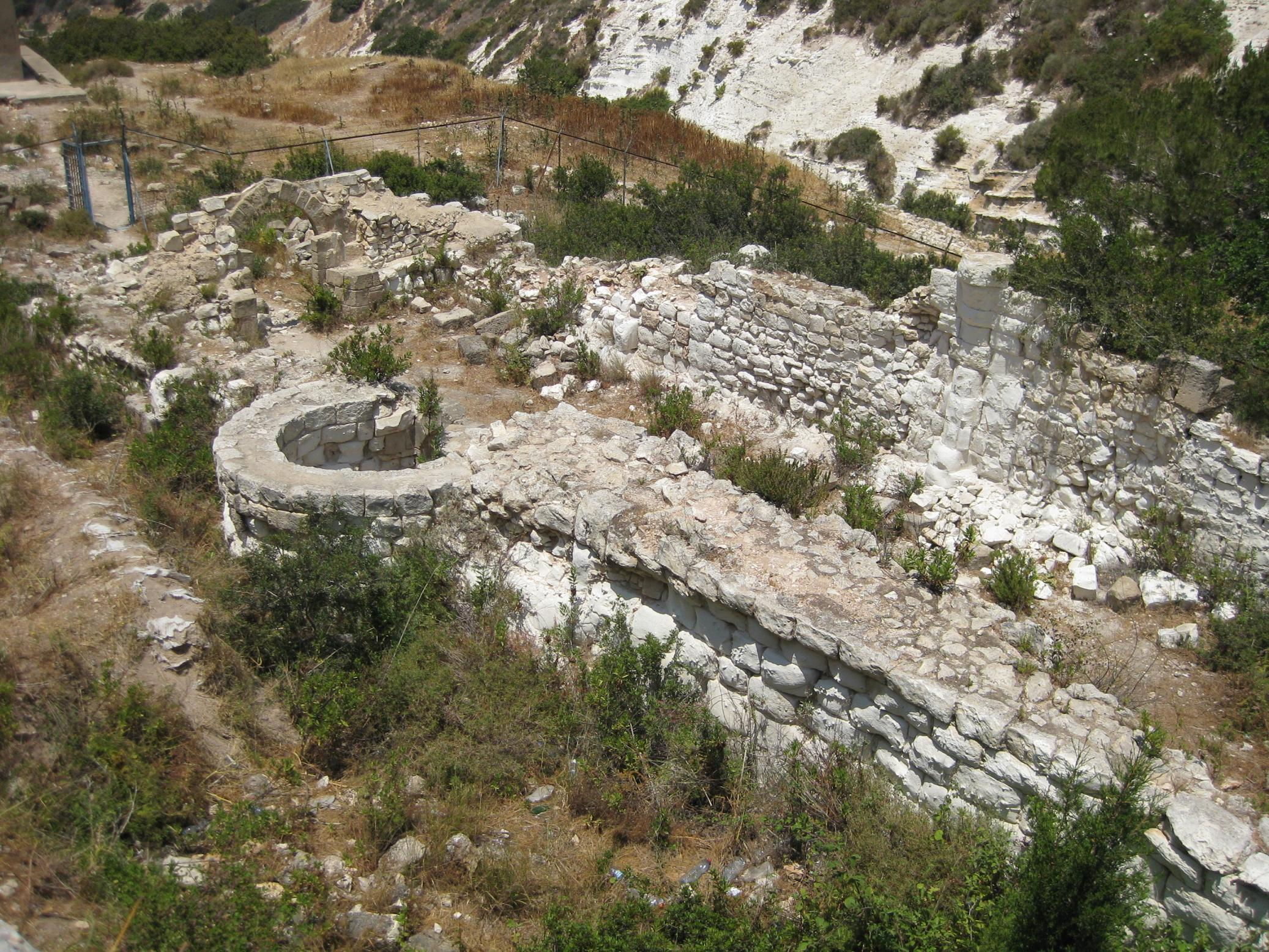
آثار الكنيسة الصليبية.

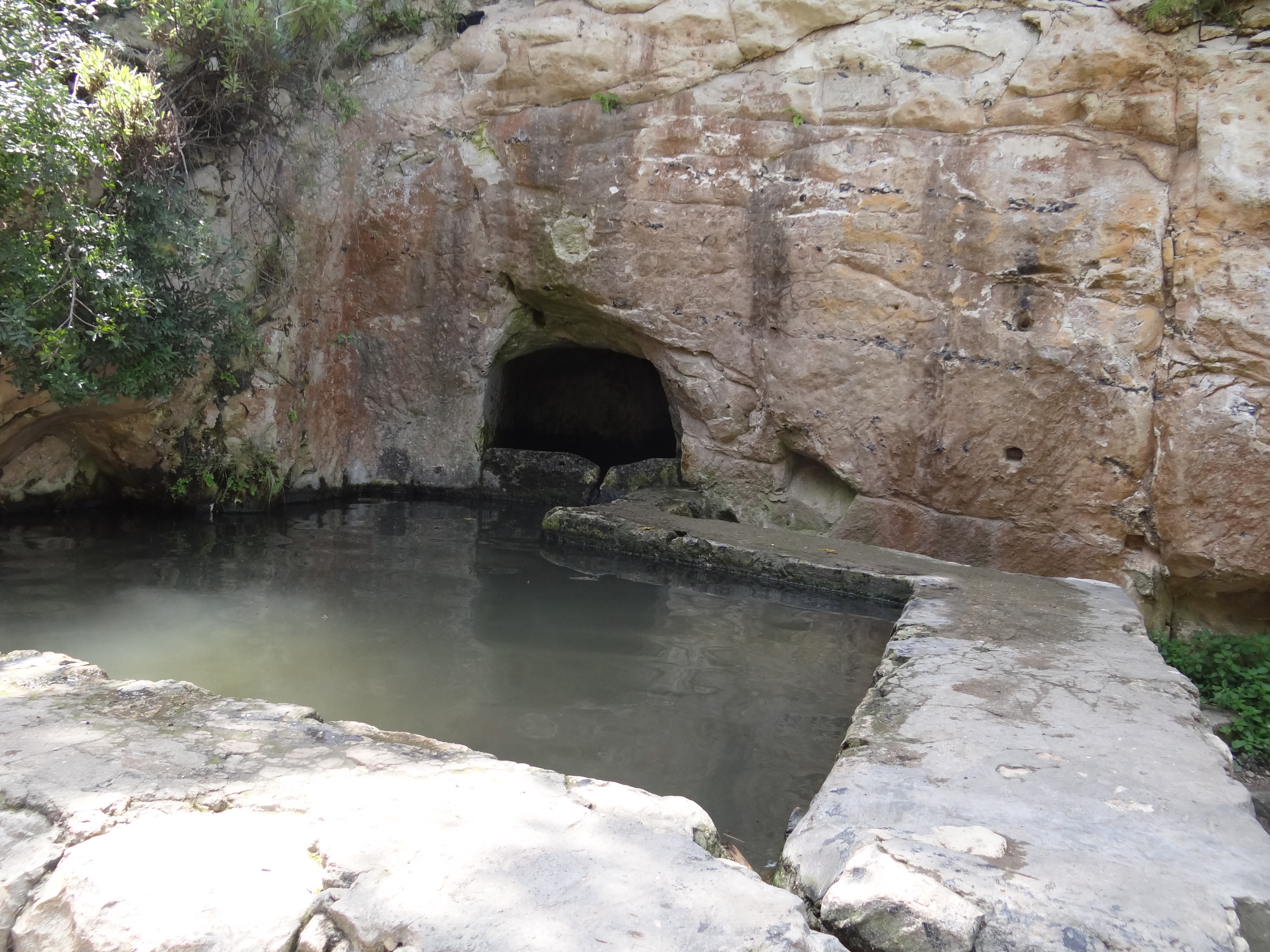
عين السياح.

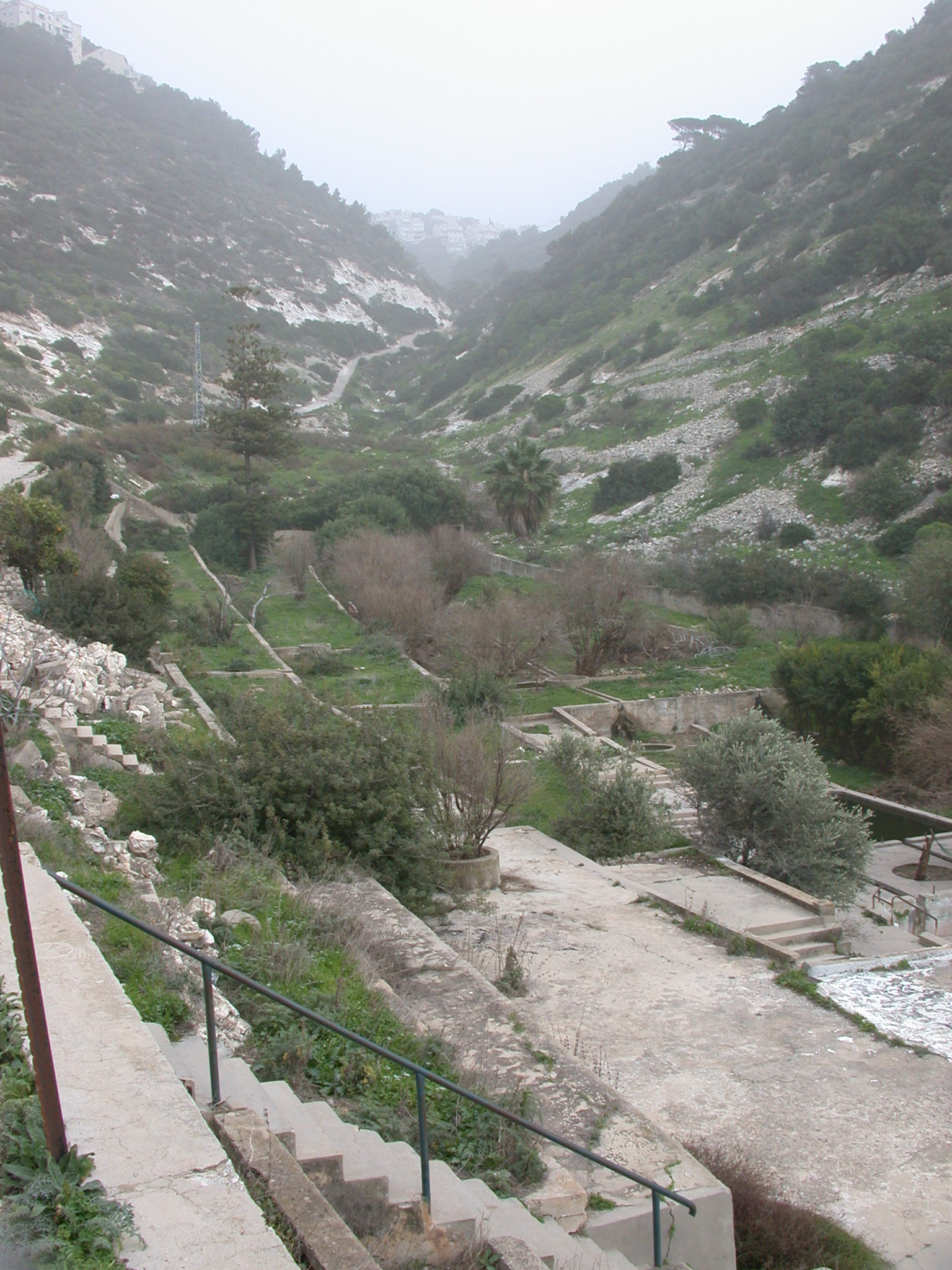
بستان الخياط.

وادي السياح (بالعبرية: נחל שִׂיחַ) هو وادي يقع في حيفا شمال إسرائيل، بين ساحل البحر الأبيض المتوسط ومنحدر جبل الكرمل. يسكنه العرب الفلسطينيون منذ أوائل العشرينات من القرن الماضي. يخضع الحي اليوم لمخطط إسرائيلي ممنهج لتهجير سكان الحي وهدمه لتحويله إلى محمية طبيعية، حيث يُعاني سكان الحي وما زالوا من سوء الخدمات وعدم تلبية احتياجاتهم الأساسية.

## التسمية
سُمّي وادي السُيَّاح بهذا الاسم نسبة لكلمة «سائح» التي تعني الراهب المتنسك في البرية.

## الموقع
يقع وادي السياح جنوب غربي حيفا، ويحيط به جبل الكرمل وتنتشر حوله أشجار البطم والسنديان. ويقع في غربه البحر الأبيض المتوسط جنبًا إلى مقبرة «كفار سمير» اليهودية. وعلى قمة جبل الكرمل من الجهة الشرقية يقع حي «كرميليا» اليهودي، ومن الجهة الشمالية يقع حي الكبابير العربي.

## المعالم
يحوي الوادي على آثار كنيسة صليبية، ودير للرهبان الكرمليين عند سفحه الجنوبي يعود تاريخه للقرن السادس. وتقع أسفل الوادي «عين السياح» وهي مياه نقية تتوزع باتجاه بستان الخياط، وهو بستان يعود تاريخه إلى أوائل القرن العشرين، قام بإنشائه عزيز الخياط على طريقة فن البساتين العربية والإسلامية، حيث يحوي بداخله على برك تجميع مياه، وشلالات ماء، ونوافير، ومدرجات وقنوات متشعبة تربط أجزاء البستان، وتسقي أشجار الرمان، والتين، والتفاح، والتوت وغيرها.

## المعاناة
يعاني سكان حي وادي السياح من عنصرية إسرائيلية، حيث تنوي الحكومة هدم جميع البيوت التي بنيت ما بعد عام 1965، بحجة أنها غير قانونية ولا تملك تراخيص البناء، فيعاني سكان الوادي من إهمالًا ونقصًا بالخدمات، بالرغم من اعتراف بلدية حيفا به بأنه جزء من المدينة، ويدفع سكانه جميع الضرائب كالمسكن، والكهرباء، والمياه والأرنونا. إلّا أن سلطة حماية الطبيعة تسعى إلى تحويل الوادي إلى محمية طبيعية، حيث قامت بإنشاء مسارات للمشي وأماكن للتخييم.